# Witold Lenkiewicz
Witold Lenkiewicz (ur. 2 września 1919 w Sokołowie Podlaskim, zm. 19 marca 2008) – polski publicysta, specjalista w zakresie ogrodnictwa, długoletni pracownik Najwyższej Izby Kontroli, Instytutu Warzywnictwa w Skierniewicach i Krajowej Rady Polskiego Związku Działkowców, rzeczoznawca Stowarzyszenia Naukowo-Technicznego Inżynierów Ogrodnictwa (SITO), członek Polskiego Stronnictw Ludowego. Był współpracownikiem między innymi „Działkowca”, „Społemowca Warszawskiego', „Metalowca” i „Słownika biograficznego techników polskich” (od początku wydawania reprezentował SITO w radzie programowej słownika). Autor podręczników szkolnych.

## Życiorys
Absolwent Państwowego Humanistycznego Gimnazjum im. Stanisława Staszica w Lublinie (1936) i Wydziału Ogrodniczego SGGW w Warszawie (studia rozpoczął w 1936, kończąc je po przerwie wojennej w 1946 dyplomem inżyniera ogrodnika i magistra nauk agrotechnicznych). W Skierniewicach zasiadał w prezydium Powiatowej Rady Narodowej oraz był pierwszym prezesem Towarzystwa Przyjaciół Skierniewic, zainicjował cykl koncertów muzycznych w Pałacu Prymasowskim (siedzibie Instytutu Warzywnictwa), na których występowali m.in. Konstanty Andrzej Kulka i Halina Czerny-Stefańska.  
Był odznaczony m.in. Srebrnym i Złotym Krzyżem Zasługi oraz Krzyżem Kawalerskim i Oficerskim Orderu Odrodzenia Polski. Pochowany został 25 marca 2008 r. na cmentarzu miejscowym w Błoniu pod Warszawą. 

## Wybrana bibliografia
- „Maszynoznawstwo ogrodnicze : podręcznik dla zasadniczej szkoły zawodowej” (Wydawnictwa Szkolne i Pedagogiczne, Warszawa, 1984 r., ISBN 83-02-02505-4)
- „Mechanizacja ogrodnictwa : podręcznik dla technikum ogrodniczego” (Wydawnictwa Szkolne i Pedagogiczne, Warszawa,1984 r., ISBN 83-02-02558-5)
- „Na działce i w ogródku” (Instytut Wydawniczy Związków Zawodowych, Warszawa,1987 r., ISBN 83-202-0510-7)